# Żaba dalmatyńska
Żaba dalmatyńska, żaba zwinka (Rana dalmatina) – gatunek płaza bezogonowego z rodziny żabowatych (Ranidae).
Występuje w Europie, również w Polsce, gdzie przebiega północno-wschodnia granica jego zasięgu, ale tylko na kilkunastu stanowiskach w południowej jej części (głównie na południu Kotliny Sandomierskiej i na Pogórzu Karpackim). Żywi się owadami. Należy do grupy żab brunatnych. W Polsce objęta jest ścisłą ochroną gatunkową.

## Budowa
Żaba dalmatyńska osiąga długość od 6 do 7–8 cm, niektóre samice osiągają nawet 9 cm (występuje dymorfizm płciowy: samce nie dorównują im rozmiarami). Żaba wydaje się przez to dość duża.
Zwierzę przypomina wyglądem żabę trawną, cechującą się zazwyczaj silniejszą budową. Grzbietowa strona ciała zabarwiona jest na brązowo, może być bladożółtobrązowa bądź czerwonawobrązowa, niekiedy ciemna, widnieje na niej plama przyjmująca kształt litery V. Występują gruczołowe fałdy grzbietowe, położone  w znacznej odległości od siebie. Wyraźnie widać plamy skroniowe barwy ciemnego brązu, klinowate w kształcie. Kończyny tylne zdobi 10 poprzecznych ciemnych pręg, wyraźnie zaznaczonych. Z kolei brzuch opisuje się jako jednobarwny, jasny. Podgardle jest jaśniejsze niż u żaby włoskiej, po czym można te gatunki rozróżnić.
Cechuje ją smukła sylwetka. Pysk jest bardziej zaostrzony, niż u żaby trawnej. W odległości 1 mm od oka, w obrębie plamy skroniowej, znajduje się błona bębenkowa o średnicy ustępującej oku. U samca zwraca uwagę brak rezonatorów, który przekłada się na cichość wydawanych przezeń dźwięków. Kończyny tylne są znacznej długości, przekraczającej długość tylnych kończyn u żaby trawnej czy moczarowej. Jeśli kończyna jest wyprostowana w kierunku przednim, staw skokowy sięga znacznie za pysk: jakieś 2–3 cm, a bywa że i więcej. W książkach popularnonaukowych znaleźć można nawet określenie uderzająco długie. Kończyny takie pozwalają żabie zwince na wykonywanie skoków długości dochodzącej do 2 m. Na piętach widnieją dobrze rozwinięte modzele. Palce zaopatrzone są błonami pływnymi, nie sięgającymi jednak do ich koniuszków.

## Rozmieszczenie geograficzne
Gatunek cechuje się szerokim zasięgiem występowania. Zamieszkuje większą część Europy aż do północnej Turcji.
Na północy żaba zwinka zamieszkuje wybrzeża szwedzkie i wyspy Danii. Stanowi w tych krajach rzadkość. Wysp Brytyjskich nie zamieszkuje, jeśli nie liczyć niewielkiej populacji na wyspie Jersey. Obserwowana jest w Belgii i Luksemburgu.
Na zachodzie płaz sięga Hiszpanii (Araba, Burgos i Navarra). Stanowi w tym kraju wielką rzadkość. W Portugalii się jej nie spotyka. Zamieszkuje natomiast Francję.
W obrębie Europy Środkowej żaba zwinka ma północno-wschodnią granicę zasięgu. Pewne występowanie w drugiej połowie XX wieku i na początku XXI wieku potwierdzono w południowej Polsce (dolina górnej Odry, Beskidy, Kotlina Sandomierska, Roztocze). Według IUCN informacje te wymagają jednak potwierdzenia. Występuje natomiast w Czechach, na Słowacji, w Niemczech. W Europie Środkowej jest to zwierzę uznawane za rzadkie, występujące wyspowo, bądź za pospolite. Spotyka się ją na Węgrzech, w Austrii, Szwajcarii, Grecji, we Włoszech.
Zwierzę występuje w Albanii, Bułgarii, Bośni i Hercegowinie, Chorwacji, Macedonii Północnej, Serbii, Czarnogórze, Rumunii, Słowenii. Na obszarze byłego ZSRR żabę zwinkę spotyka się tylko na Ukrainie, na Nizinie Zakarpackiej i okolicznych stokach. W Turcji zasiedla wschodnią Trację i północną Anatolię, wypowiedzenie się odnośnie do brzegów Morza Czarnego wymaga dalszych badań. Tureckie populacje są rozdrobnione. Niektóre źródła podają też Iran (północny zachód kraju) i Kaukaz, których IUCN nie wymienia. Na południowym wschodzie Europy żaba ta jest typowym mieszkańcem łęgów.
Ras geograficznych nie wyróżnia się.
Zwierzę według różnych źródeł występuje do wysokości 1000, 1500 bądź 1700 m n.p.m.. Jego siedlisko stanowią wedle IUCN polany w widnych lasach liściastych, tworzonych przez dęby (w Hiszpanii dąbrowa Quercus pedunculata stanowi właściwie prócz wilgotnych łąk jedyne siedlisko tego płaza), buki i graby, inne źródła podają łęgi, dość suche lasy liściaste lub mieszane, jednak na pewno nie iglaste, a rzadziej od lasów łąki i zarośla. Nie zapuszcza się na pastwiska, tereny uprawne, a jeżeli rozmnaża się w zbiornikach śródpolnych, to blisko lasu. Nie musi przebywać w bezpośredniej bliskości wody, ale raczej wędruje po lądzie.
Rozmnażanie odbywa się w niewielkich zbiornikach wodnych położonych w lasach lub na ich obrzeżach, wymienia się stawy, mokradła, bagna, rowy.

## Zachowanie
Żabę dalmatyńską obserwuje się od lutego do listopada. Wędrówki jej odbywają się i w dzień, i w nocy. Żeruje jednak głównie nocą, a za dnia aktywność zachowuje tylko przy pokaźnej wilgotności. Zwierzę żywi się owadami, skąposzczetami, ślimakami bez muszli. Polowania urządza na roślinach bądź też w ściółce.
W obliczu zagrożenia żaba dalmatyńska próbuje ucieczki swymi długimi skokami. Pojedynczym skokiem potrafi przebyć nawet 2 m.

## Cykl życiowy

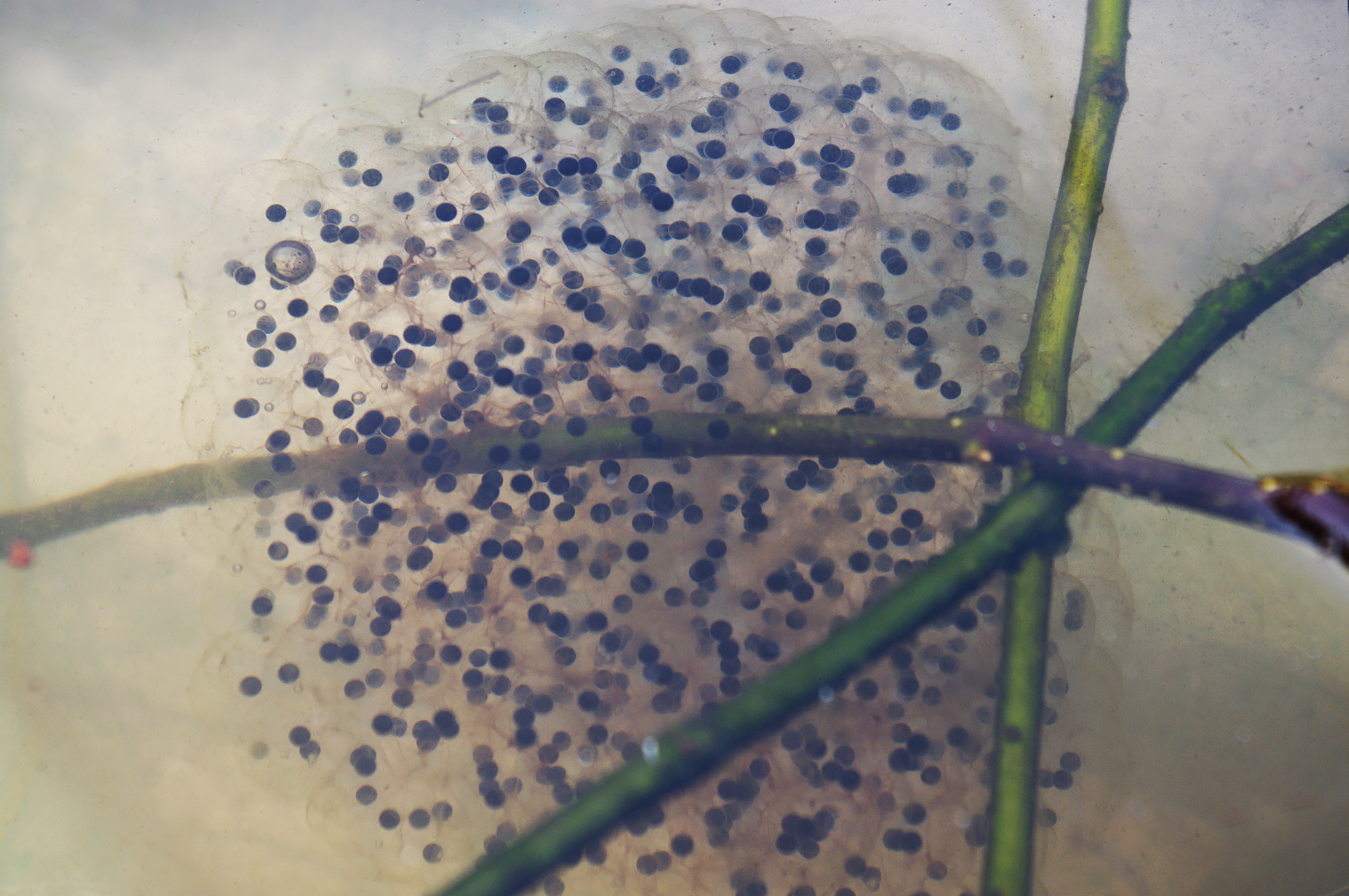
Kłęby skrzeku żaby dalmatyńskiej, umieszczone w zbiorniku wodnym i przymocowane do rośliny

Pora godowa żaby dalmatyńskiej nie trwa długo: zabiera około 2 tygodni. Odbywa się wiosną, w marcu i kwietniu, w niewielkich zbiornikach wodnych, do których migruje. Samiec wydaje z siebie ciche dźwięki, nie ma bowiem rezonatorów. Odgłos godowy zapisuje się jako rro-rro-rro czy też kwo-kwo-kwo. Odbywa się kopulacja. Następnie samica składa skrzek tworzący kuliste kłęby. Zawierają one według różnych źródeł od 600 do 1400 jaj albo od 1000 do 2000 jaj. Kłęby skrzeku początkowo są przyczepione do podwodnej roślinności czy martwego drewna, ale po kilku dniach unoszą się. Mogą być wówczas zasiedlane przez glony. Przeżywalność larw jest niewielka. W środku lata dochodzi do przeobrażenia i z kijanek powstają małe żabki. Mijają 2–3 lata, nim osiągną one dojrzałość płciową.

## Status
Żaba dalmatyńska występuje dość obficie, jest pospolicie spotykana w dużej części Europy Środkowej i Wschodniej (IUCN wymienia tu Węgry i Rumunię), rzadka na północy czy w Hiszpanii. Całkowita liczebność gatunku ulega obniżeniu. Lokalne spadki odnotowywano w południowo-zachodniej Europie, w Hiszpanii jest to gatunek zagrożony wyginięciem. Zagrożone są więc raczej poszczególne stanowiska niż gatunek w całości.
Wśród zagrożeń dla gatunku IUCN wymienia:
- osuszanie i eutrofizację zbiorników, w których żaba zwinka się rozmnaża[3]
- wyrąb lasów[3] (zwłaszcza zaś wedle innych źródeł postępująca szybko degradacja lasów łęgowych[6])
- zastępowanie lasów liściastych iglastymi[3]
- lokalnie wypadki drogowe[3]
- w Szwajcarii i północnych Włoszech prawdopodobnie wirusowa infekcja skóry, mogąca wynikać z zanieczyszczenia wód[3].

IUCN określa żabę dalmatyńską jako gatunek najmniejszej troski (LC). Gatunek ujęty jest w aneksie II konwencji berneńskiej oraz aneksie IV dyrektywy siedliskowej. Ponadto obejmują go ochroną lokalne prawodawstwa, np. polskie, wymieniają lokalne czerwone księgi. Zwierzę zamieszkuje liczne obszary chronione. Działania ochronne z pozytywnym skutkiem podejmowano w przypadku niewielkiej populacji z Jersey, w Hiszpanii monitoruje się populację i stara przywrócić siedliska życia żaby zwinki. Odtwarzanie stawów, w których płaz się rozmnaża, udawało się już na obszarze jego zasięgu występowania. Starano się również zmniejszyć umieralność w wypadkach drogowych.